# Amazing-Man (Centaur Publications)
Amazing-Man (John Aman) é um super-herói fictício de histórias em quadrinhos, cujas aventuras foram publicadas pela Centaur Publications durante as décadas de 1930 a 1940, na Era de ouro das histórias em quadrinhos americanas. Os historiadores creditam sua criação variadamente ao quadrinista Bill Everett ou a Everett junto com o diretor de arte da Centaur Publications, Lloyd Jacquet.Amazing-Man apareceu pela primeira vez em Amazing-Man Comics #5 (setembro de 1939).
O personagem influenciou a criação e a origem do super-herói da Charlton Comics na década de 1960, Peter Cannon, Thunderbolt, bem como o personagem Punho de Ferro da Marvel Comics, criado por Roy Thomas na década de 1970 e o Amazing-Man da DC Comics, também criado por Roy Thomas em 1983.

## Histórico da publicação
Durante a Era de ouro das histórias em quadrinhos americanas, a Centaur Publications produziu a série homônima de Amazing-Man, Amazing-Man Comics, que foi publicada dos números 5 a 26 (setembro de 1939 - fevereiro de 1942).
Na década de 1990, a Malibu Comics usou os personagens da Centaur, incluindo Amazing-Man, como o elenco de sua própria equipe de super-heróis, os Protectors. Além do uniforme, a versão do Malibu era essencialmente idêntica ao original.
Amazing-Man foi introduzido no Universo Marvel, com o personagem Príncipe dos Órfãos revelando sua identidade como John Aman no final de Immortal Iron Fist #12 (fevereiro de 2008). Mais cedo na mesma edição, o Príncipe de Órfãos é visto se transformando em uma névoa verde enquanto lutava contra Davos.
Além disso, sob seu nome original, Amazing-Man é um dos muitos super-heróis de domínio público a aparecer na edição 0 do Project Superpowers, uma minissérie da Dynamite Entertainment; Um esboço dele está incluído no número 2.
Em 2014, Barry Gregory e Steven Butler lançaram uma nova série pela Gallant Comics, A nova série, intitulada John Aman Amazing Man, Gregory e Butler usou outros personagens de domínio público, como o Besouro Azul e Miss Masque, em 2015, lançaram um campanha de financiamento coletivo no Kickstarter para terminar em arco de seis partes.

## Biografia

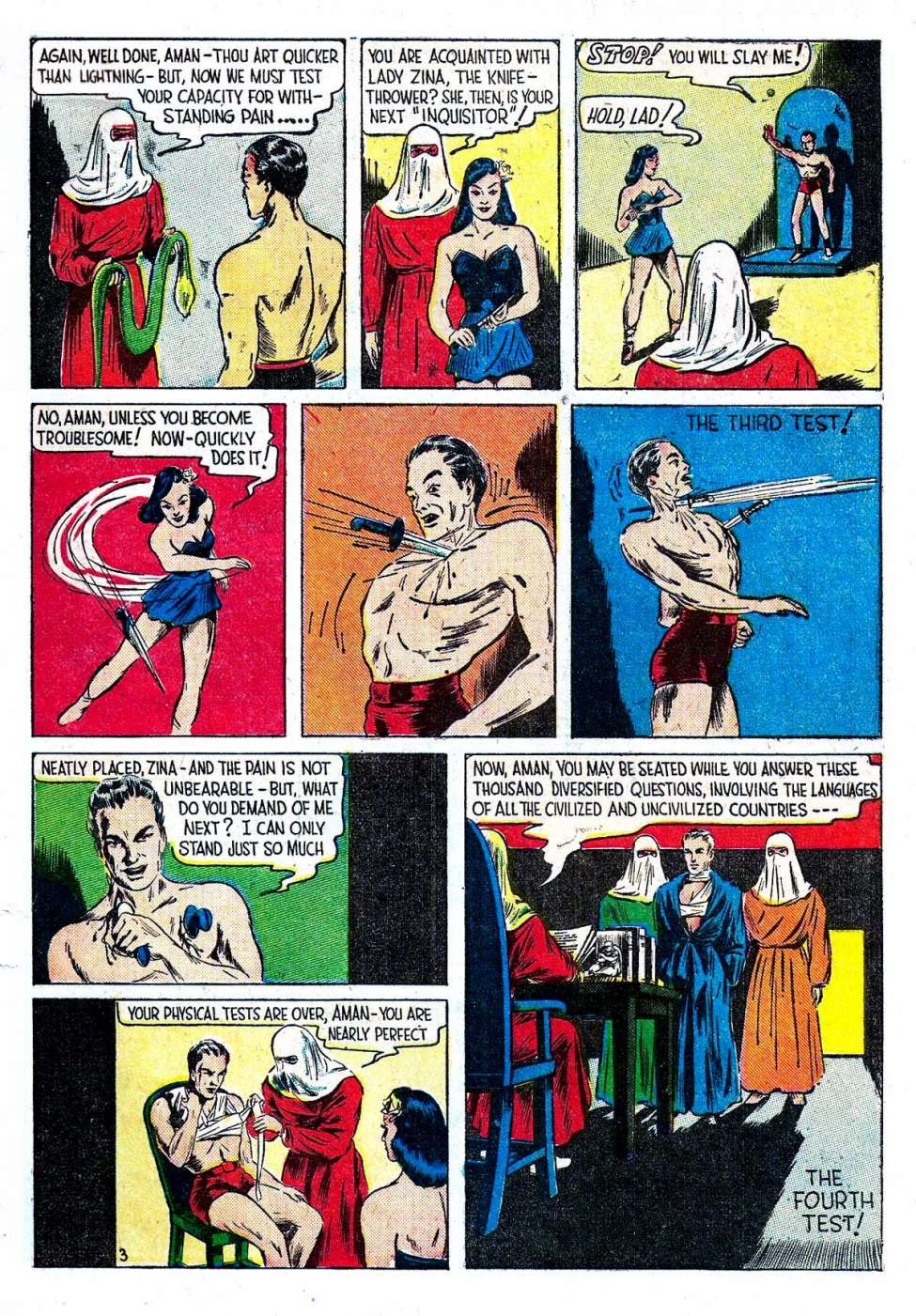
Amazing-Man Comics # 5 (setembro de 1939), primeira aparição do Amazing-Man, arte de Bill Everett

John Aman é um órfão do Ocidente, escolhido por sua "estrutura física soberba" para ser criado por monges benevolentes no Tibete durante os primeiros 25 anos de sua vida. Cada membro do Conselho dos Sete, como os monges são conhecidos, treinou-o para um grau sobre-humano de habilidade física e mental, enquanto também lhe deu a habilidade por uma solução química para desaparecer em uma nuvem de névoa verde, enquanto ganhando o título secundário de Green Mist. Depois de receber seus testes finais, ele é enviado ao mundo para usar suas habilidades e habilidades para fazer o bem. Opondo-se a Aman, como era conhecido, seu inimigo é o Great Question, um membro insatisfeito do Conselho dos Sete.

## Versão da Marvel Comics
Aman fora enviado pelas Sete Cidades Celestiais para assassinar Orson Randall - o Punho de Ferro antes de Danny Rand assumir esse manto - para matar outra "arma imortal" como ele. Perseguindo Randall ao redor do mundo, Aman chegaria perto de matar seu inimigo, apenas para render-se honradamente quando os aliados de Randall fossem feridos. Eventualmente, Randall sugeriu que os mestres das Sete Cidades haviam mentido para Aman sobre o Torneio das Sete Cidades Celestiais, no qual a cada década a cidade vitoriosa pode se fundir com o plano terrestre. Sentindo-se traído após descobrir que os mestres das cidades tinham desenvolvido portais para a Terra sem o conhecimento da população das cidades, Aman desistiu de sua busca contra Randall e prometeu fazer os mestres da cidade pagarem. Randall disse a Aman para ajudar o próximo Punho de Ferro em uma revolução contra as Sete Cidades.
O personagem mais tarde apareceu em Secret Avengers #6-12 como o Príncipe dos Órfãos, para ajudar os Vingadores Secretos contra o Conselho das Sombras, ajudou a impedir que o Conselho das Sombras ressuscitasse Zheng Zu, o pai de Shang-Chi. Durante isso, é revelado que ele conheceu o Capitão América (Steve Rogers) durante a Segunda Guerra Mundial.
Durante o evento de 2011 "Fear Itself", Príncipe dos Órfãos aparece em Washington D.C. durante Blitzkrieg U.S.A, ajudando com os esforços de resgate, ao lado de Máquina de Combate, Fera e Homem-Formiga. Ele diz a Máquina de Combate que a "Oitava Cidade" foi aberta.
O personagem apareceu como um antagonista em Defensers de Matt Fraction em 2012.